# Emiliano Zapata kommun, Veracruz
Emiliano Zapata är en kommun i Mexiko.   Den ligger i delstaten Veracruz, i den sydöstra delen av landet, 250 km öster om huvudstaden Mexico City. Antalet invånare är 61 718. Arean är 417 kvadratkilometer.
Terrängen i Emiliano Zapata är lite bergig.
Följande samhällen finns i Emiliano Zapata:
- Jacarandas
- Rinconada
- Plan del Río
- Dos Ríos
- Las Trancas
- Lomas de Miradores
- Colonia la Perseverancia
- Rancho Nuevo
- Ciudad Primavera
- El Palmar Estación el Palmar
- Paso Grande Estación el Chico
- El Limón
- La Balsa
- Colonia Orquídeas
- Colonia Grabilias
- Unidad 26-A-1
- Fraccionamiento Tres Pasos
- Loma de Rogel
- Roma
- La Cumbre
- Colonia Esmeralda
- Xalapa Club de Golf
- Bachoco Lencero Número Uno